# Piergiorgio Bucci
Piergiorgio Bucci (L'Aquila, 18 agosto 1975) è un cavaliere italiano, ufficiale dell'Arma di cavalleria, atleta e istruttore federale dell'equitazione specialista nella disciplina del salto ostacoli.

## Carriera
Piergiorgio Bucci ha vinto la medaglia d'argento a squadre nel Campionato Europeo del 2009, svoltosi a Windsor in Inghilterra, in sella a Kanebo.
Vincitore della Coppa delle Nazioni di Dublino (Finale della Meydan FEI Top League 2009) in sella a Kanebo, vincitore della Coppa delle Nazioni di Lummen (BEL) (Prima Divisione del circuito Furusiyya Nations Cup 2015) in sella a Casallo Z, vincitore del Gran Premio 5* di Estoril (POR) (11ª Tappa del Longines Global Champions Tour 2016) in sella a Casallo Z, vincitore del Gran Premio di Coppa del Mondo di Madrid (6ª Tappa della FEI World Cup 2024\2025) in sella ad Hantano, vincitore della Coppa delle Nazioni di Dublino (Prima Divisione del circuito Furusiyya Nations Cup 2016) in sella a Casallo Z, vincitore della Coppa delle Nazioni di Roma - Piazza di Siena (Prima Divisione del circuito Furusiyya Nations Cup 2017) in sella a Casallo Z, tre volte vincitore della finale del circuito di Coppa delle Nazioni della European Equestrian Federation che di disputa a Varsavia (nel 2021 in sella a Cochello, nel 2022 in sella a Carpe Diem J&F Champblanc, nel 2024 in sella ad Hantano). Nella sua carriera ha vinto 26 gran premi di concorsi internazionali.
È stato per due volte campione italiano assoluto, nel 2008 in sella a Da Zara Varetino e nel 2020 in sella a Scuderia 1918 Casago.
Ha vinto la medaglia di bronzo nel Campionato Italiano del 2002 in sella a Clio, la medaglia di bronzo individuale e a squadre nel Campionato Mondiale Militare del 2005 (svoltosi a Buenos Aires, Argentina) in sella a Macumbita e la medaglia d'argento nel Campionato Italiano del 2007 in sella a Portorico. 
Con la Coppa Delle Nazioni conquistata nel 2017 a Roma in Piazza di Siena da Piergiorgio Bucci (Casallo Z), Bruno Chimirri (Tower Mouche), Lorenzo De Luca (Ensor De Litrange) e Alberto Zorzi (Fair Light van'T Heike) l'Italia del salto ostacoli è tornata a vincere il prestigioso trofeo dopo 32 anni.
Con l'argento conquistato nel 2009 a Windsor da Piergiorgio Bucci (Kanebo), Natale Chiaudani (Seldana di Campalto), Giuseppe D'Onofrio (Landzeus) e Juan Carlos Garcia (Hamilton de Pheret) l'Italia del salto ostacoli è tornata a vincere una medaglia in un campionato internazionale dopo 37 anni (bronzo a squadre ai Giochi Olimpici di Monaco 1972 - Raimondo D'Inzeo, Piero D'Inzeo, Graziano Mancinelli, Vittorio Orlandi).
Piergiorgio Bucci ha disputato un Campionato Mondiale (2018 Tryon (USA) - Diesel GP Du Bois Madame) e sei Campionati d'Europa (2007 Mannheim (GER) - Portorico, 2009 Windsor (GBR) - Kanebo, 2013 Herning (DEN) - Casallo Z, 2015 Aachen (GER) - Catwalk Z, 2021 Riesenbeck (GER) - Naiade d'Elsendam Z, 2025 La Coruna (ESP) - Hantano) ha 72 presenze in Nazionale in altrettante Coppe delle Nazioni e 45 presenze in Coppa del Mondo.
Bucci è stato convocato per 21 volte a difendere i colori azzurri nel Concorso ippico internazionale "Piazza di Siena" (CSIO Roma) (nel 2002 vittoria nella gara "a tempo" in sella a White King e 5º nel Gran Premio Roma in sella a Clio, nel 2003 9º nel Gran Premio Roma in sella a White King; nel 2017 vittoria nella Coppa Delle Nazioni; nel 2022 3° nel Gran Premio Roma in sella a Cochello; per 5 volte ha fatto parte della squadra italiana che nell'ambito di detto Concorso ha disputato la Coppa delle Nazioni.

## Riconoscimenti
Medaglia di bronzo al valore atletico nel 2012
Medaglia di bronzo al valore atletico nel 2022